# Джонс, Крис (геймдизайнер)
Кри́стофер Джонс (Christopher Jones; 4 марта 1954 года, Юта, США) — американский геймдизайнер, известный серией приключенческих компьютерных игр о Тексе Мерфи. Проживает в городе Баунтифул (Юта, США).
В 1990-е годы являлся совладельцем компании Access Software вместе с её основателем — Брюсом Карвером. В компании Джонс одновременно занимал пост финансового директора и занимался разработкой игр, среди которых «Amazon: Guardians of Eden», «Countdown», эмуляторы гольфа из серии «Links», и прочие. Однако наибольшую известность ему принесла серия о Тексе Мерфи, частном детективе, живущем в Сан-Франциско в середине XXI века. Джонс не только участвовал в разработке игр серии, но и выступил в роли самого Текса Мерфи, в то время как его брат, Кевин Л. Джонс, исполнял роль Мак-Малдена.
В 1999 году Access Software была продана компании Microsoft и переименована в Salt Lake Games Studio. Тем не менее, Джонс оставался в студии, работая над играми для Xbox и PC.
После того как 2004 году студия была продана компании Take Two Interactive Access и переименована в Indie Built, Джонс возглавлял в ней финансовый департамент вплоть до её окончательного роспуска в 2006 году.
Оставаясь совладельцем компании Trugolf, в 2007 году Крис Джонс занял в ней пост финансового администратора. Одновременно с тем он начал разрабатывать игры для американской компании Big Finish Productions в сотрудничестве с Аароном Коннерсом. Их первая совместная игра Three Cards to Midnight была выпущена в мае 2009 года. Затем под маркой Big Finish Games последовали «Three Cards to Dead Time» (2010), «Murder Island: Secret of Tantalus» (2011), «Escape from Thunder Island» (2011), and «Rita James and the Race to Shangri La» (2012).
18 июня 2012 года компания Big Finish Games начала работу над новой игрой о Тексе Мерфи с Крисом Джонсом в главной роли. Игра вышла 7 мая 2014 года под названием «Tesla Effect».